# Bogdan Dworak
Bogdan Dworak (ur. 22 lipca 1933 w Zawierciu, zm. 15 maja 2020 tamże) – polski literat i działacz regionalny.

## Życiorys
Pochodził z rodziny kupieckiej. Ukończył średnią szkołę o profilu handlowym w Stalinogrodzie, a następnie studiował na Wydziale Filologii Polskiej i Wydziale Socjologicznym Uniwersytetu Warszawskiego. Od czasów studenckich publikował wiersze, felietony, opowiadania. Wtedy został członkiem Koła Młodych Związku Literatów Polskich.
Znaczna część jego twórczości poświęcona jest tematom związanym z Zawierciem i Zagłębiem Dąbrowskim. Promował lokalnych literatów, prowadzi wykłady o historii i ludziach Zawiercia i Zagłębia.
Założył grupę literacką „Szalej”, kierował klubem Novum w Zawierciu. Współorganizował Ogólnopolski Konkurs Poetycki im. Rafała Wojaczka oraz Konkurs Literacki im. Haliny Snopkiewiczowej. Działał w Towarzystwie Miłośników Ziemi Zawierciańskiej. Był redaktorem lokalnych gazet oraz redaktorem naczelnym miesięcznika kulturalno-społecznego Nasze Korzenie.
W latach 1990–1994 był radnym Rady Miejskiej i przewodniczył Komisji Kultury, a od 2018 honorowym obywatelem Zawiercia.
Zmarł 15 maja 2020 w Zawierciu w wieku 86 lat.

## Nagrody i odznaczenia
- Krzyż Kawalerski Orderu Odrodzenia Polski (2013)
- Odznaka honorowa „Zasłużony dla Kultury Polskiej”
- Złota Odznaka Zasłużony dla Województwa Śląskiego
- Statuetka Gali Laureatów Zawiercia (2018)
- Honorowe obywatelstwo Zawiercia (2018)

Źródło: Zawiercie.eu.